# Жанна (ураган)
Ураган Жанна ( англ. Hurricane Jeanne) — найсмертоносніший ураган в Атлантичному басейні з часів Урагана Мітча в 1998 році. Це був десятий названий шторм, сьомий ураган і п'ятий  ураган сезону, а також третій ураган і четвертий названий шторм в сезоні, що завдав удару по Флориді.
Він попрямував на захід, посилившись до урагану 3-й категорії і 25 вересня перетнув острова Великий абако і Гранд-Багам на Багамах. Жанна вийшла на узбережжя в той день у Флориді, всього в 2 милях (3 кілометрах) від місця, де Френсіс вдарив всього 3 тижні тому.  Жанна принесла  рекордні  дощі та повені на півночі в Західну Вірджинію і Нью-Джерсі, перш ніж його залишки перетворилися на схід в відкриту Атлантику. Жанну вбила щонайменше в 3 037 людей смертельних випадках на Гаїті близько 2800 які були майже змиті повенями і зсувами. В результаті шторму загинули 8 осіб у Пуерто-Рико, 18 в Домініканській Республіці та 5 в Сполучених Штатах, в результаті чого загальне число загиблих склало не менше 3 037 людей. Ураган Жанна - один з найбільш смертоносних відомих ураганів в Атлантиці. Остаточний збиток майну в Сполучених Штатах склав 7,5 млрд доларів, плюс ще 270 млн доларів в Домініканській Республіці та 169,5 млн доларів в Пуерто-Рико.

## Зона впливу

### Пуерто Рико
Шторм обрушився близько опівдні 15 вересня шторм переміщався на північний - захід через острів, близько 11 години вечора Жанна пройшла прямо над містом Арройо. Сан - Хуан повідомило про пориву вітру 73 миль в годину (117 км / ч),  а кількість опадів в діапазоні від 5,98 дюймів (152 мм) в місті до більш ніж 24 дюймів (610 мм).  Надмірна кількість опадів призвело до пошкодження доріг, зсувів ґрунту і звалився мости. В результаті одна людина загинула і евакуації 400 осіб в районі Ріо-Гранде-де-Анаско. В цілому восьми людей загинули в Пуерто - Рико в результаті проходження урагану. Збитки від шторму були оцінені в $ 169,5 мільйона доларів.

### Гаїті

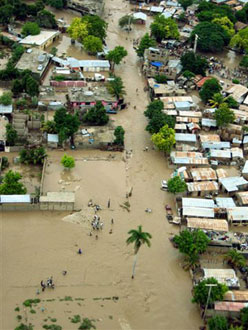
Повінь

17 вересня сильні дощі близько  (330 мм) в північних горах Гаїті викликали сильну повінь і зсуви в департаменті Артибоніт, завдаючи особливої шкоди в прибережному місту Гонаїв, де постраждало близько 80 тисяч людей. Станом на 6 жовтня 2004 року  3006 людей загинули, ще 2601 осіб отримали поранення і 7 чоловік загинули.

### Домініканська республіка
Через шторм  проливні дощі і повінь  загинуло понад два десятки людей . Збитки склали  $270 мільйонів доларів (2004 USD)

### США

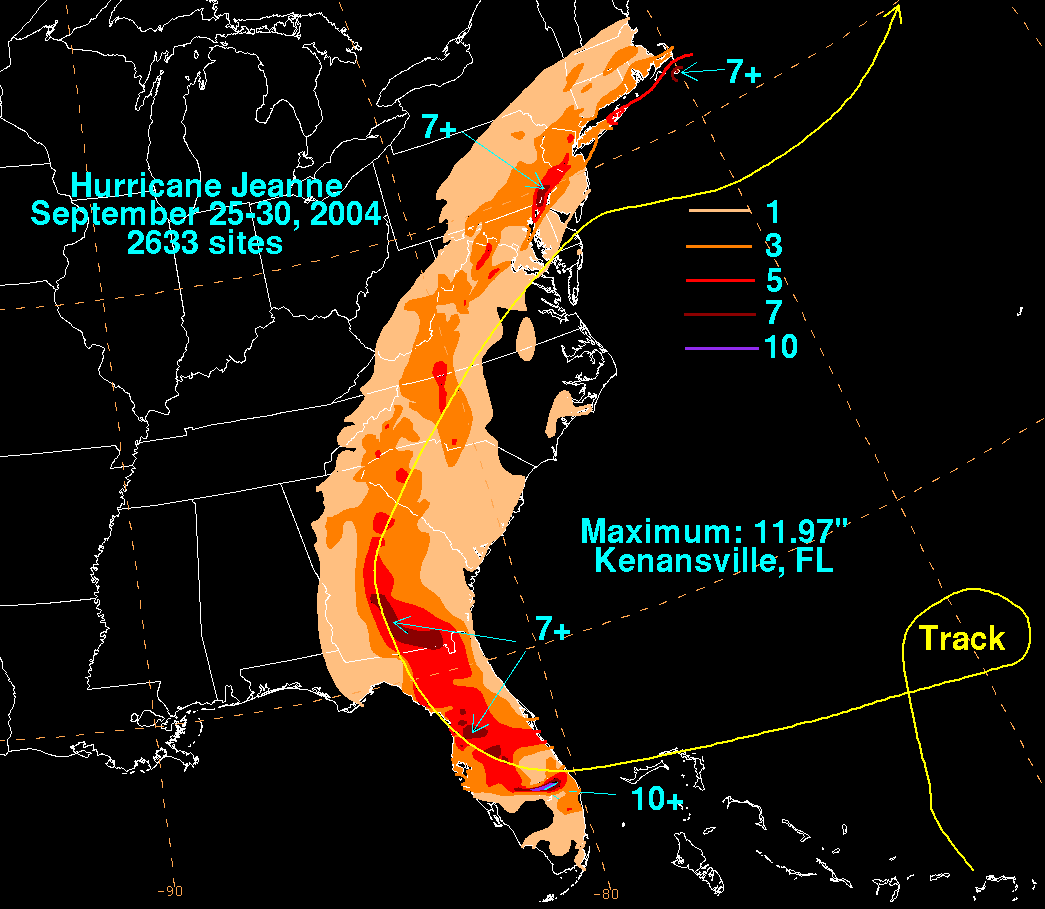
Storm total Rainfall from Jeanne

Мільйони у Флориді залишилися без електрики, деякі вже в третій раз за місяць. Загинуло лише п'ять людей  в материковій частині Сполучених Штатів, три в штаті Флорида, один в Південній Кароліні і один в Вірджинії. Остаточний збиток США був визначений близько $ 7,5 млрд..

## См. також
- Тропічний шторм Карен (2019)